# Острів Черкавського
О́стрів Черка́вського (рос. Остров Черкавского) — невеликий острів у затоці Петра Великого Японського моря. Знаходиться за 480 м на захід від півострову Краббе, та за 490 м на схід від краю коси Назімова, при вході до бухти Новгородської з бухти Рейд Паллада. Адміністративно належить до Хасанського району Приморського краю Росії.

## Географія
Острів має овальну форму видовжену із заходу на схід. Береги стрімкі, обмежені надводними та підводними каменями. Поверхня острова без рослинності, популярна для пташиних базарів. На острові встановлено маяк.

## Історія
Острів відкритий та нанесений на карту екіпажем фрегата «Паллада» в 1854 році. Названий експедицією підполковника корпусу флотських штурманів Василя Бабкіна в 1863 році на честь першого начальника Новгородського поста в затоці Посьєта штабс-капітана І. Ф. Черкавського. Прохід біля острова був досліджений 1859 року штурманським офіцером з пароплава-корвета «Америка» підпоручиком корпусу флотських штурманів Яковом Астаф'євим та військовим топографом А. Ф. Усольцевим із експедиції підполковника Костянтина Будогоського.